# NGC 6345
NGC 6345 ist eine 14,4 mag helle linsenförmige Galaxie vom Hubble-Typ S0 im Sternbild Drache am Nordsternhimmel.  Sie ist schätzungsweise 471 Millionen Lichtjahre von der Milchstraße entfernt und hat einen Durchmesser von etwa 110.000 Lichtjahren.
Im selben Himmelsareal befinden sich u. a. die Galaxien NGC 6338, NGC 6346, IC 4649, IC 4650.
Das Objekt wurde am 13. Mai 1887 von Lewis A. Swift entdeckt.